# Pomichna
Pomichna (tiếng Ukraina: Помічна) là một thành phố của Ukraina. Thành phố này thuộc tỉnh Kirovohrad. Thành phố này có diện tích ? km2, dân số theo điều tra dân số năm 2024 là 9534 người.